# Bhaichungstadion
Het Bhaichungstadion is een multifunctioneel stadion in Namchi, een plaats in India. 
Het stadion is vernoemd naar Bhaichung Bhutia, een Indiaas voetballer. Hij is geboren in een plaats die ongeveer 25 kilometer van dit stadion af ligt. In het stadion is plaats voor 15.000 toeschouwers. Het stadion wordt vooral gebruikt voor voetbalwedstrijden. Het stadion werd gebouwd in 2011. Er ligt een kunstgrasveld.